# Белоусово (деревня, Москва)
Белоу́сово — деревня в Троицком округе Москвы, относится к поселению Новофёдоровское.
Население — 24 чел. (2010).
Расположена в 9 километрах от посёлка Яковлевское, рядом находятся аэропорт Внуково и Селятинский военный полигон.
Из Москвы до Белоусово можно добраться по Киевскому шоссе до посёлка Рассудово, далее поворот налево, ведущий мимо посёлка Яковлевское, далее дорога (асфальтированная, хорошего качества) проходит через деревни Кузнецово и Руднево, а также Юрьево, непосредственно за которым лежит Белоусово.
В Белоусово находится развилка дорог: дорога, ведущая с Киевского шоссе, разделяется на дорогу направо, ведущую к населённым пунктам Хмырово, Голохвастово, Гуляевым хуторам и сортировочной станции Бекасово; дорогу прямо, ведущую в населённый пункт Лесное; и дорогу налево, ведущую в деревни Малеевка и Новиково. Все дороги асфальтированы.

## География
Село расположено по берегам реки Сохны, протянувшись вдоль них примерно на полкилометра. Берега реки в основном пологие, заросшие кустарником, лишь местами — обрывистые. Была создана искусственно земляная насыпь, высотой до 6 метров над уровнем земли и до 8-9 метров над уровнем речки (такова высота большого автомобильного моста, переброшенного через Сохну).
Ранее деревня была густо заселена, но со временем в деревне не осталось постоянного населения, а только дачники. В связи с этим, а также с несколькими пожарами, количество домов сократилось.

## История
Первое упоминание деревни встречается в документах XVI века. В них говорится, что владение принадлежало одному из опричников Ивана Грозного.
Исторически, Белоусово было большим населённым пунктом сельского типа, расположенным на Киевском тракте. В нём имелась постоянно действующая церковь с большим приходом, кузница, конюшня. В целом, для окрестных деревень Белоусово выполняло роль своеобразного экономического и религиозного центра. Но в связи с созданием Киевского шоссе и ликвидацией тракта значимость Белоусова сильно уменьшилась, из-за переноса шоссе в сторону 10 км от села.
В годы Великой Отечественной войны, в 1941—1942 годах, в Белоусове размещалась зенитная часть. Во время Битвы за Москву село не было оккупировано, несмотря на то, что немецкая армия продвинулась дальше населённого пункта Апрелевка, лежащего на 20 километров ближе к Москве. Это связано с отдаленностью Белоусова от Киевского шоссе, а также недолгим пребыванием немецких солдат в Апрелевке.

## Застройка
На левом берегу реки Сохны расположено восемь жилых домов, два из них заброшено, ещё два сгорели в 2005 году. Там располагаются основные культурные объекты села — церковь Михаила Архангела (существует с XVII века, новое большое здание с высокой колокольней построено в XIX веке) и магазин. На правом берегу проживает основная часть населения. Там находятся 14 домов, но заселены из них только 11. Кроме того, ещё два дома сгорели в 2004 и 2007 годах.

## Население
| 1852 | 1859 | 1899 | 1926 | 2002 | 2006 | 2010 |
| ---- | ---- | ---- | ---- | ---- | ---- | ---- |
| 26   | ↗123 | ↗134 | ↗208 | ↘11  | ↗65  | ↘24  |

## Достопримечательности
Основной достопримечательностью села является храм Михаила Архангела, здание которого было построено в 1894 году, на месте храма постройки 1679 года. Однокупольная церковь эклектичных форм сооружена на месте каменного здания 1679 года. Колокольня выстроена в 1846 году, трапезная с Иоанно-Богословским приделом в 1864—1876 годах. После 1953 года церковь была закрыта, её здание долгое время было заброшено и никому не принадлежало. В 90-е годы его вернули РПЦ, но в храме ещё довольно долго стояла лесопилка. Тем временем здание сильно пострадало от времени, часть кровли обрушилась, а наверху стен выросли берёзы. С 1995 года началось восстановление храма.
С февраля 2007 года начался новый этап ремонтно-восстановительных работ. В связи с тем, что храм является памятником архитектуры XVII века, проектное сопровождение работ ведёт Федеральное государственное унитарное предприятие «Институт по реставрации памятников истории и культуры». Институтом проведено детальное обследование здания храма, выполнены шурфы в фундаменте, осуществлён тщательный осмотр кирпичной кладки стен, сводов, окон, кровли. За 19 месяцев был выполнен большой объём строительных работ: сооружен новый фундамент, сделаны новые своды в трапезной части храма, оштукатурены внутренние помещения и внешние стены, заново сделаны стяжки полов, крыша покрыта медью, поставлены новые оконные рамы, смонтирована отопительная система.
С начала 2008 года богослужения проводятся в трапезной части храма, где оборудован временный алтарь в приделе в честь Иоанна Богослова. Во время ремонта богослужения не прекращались, а число прихожан заметно возросло.

## Интересные факты
Долгое время ходили слухи о том что из-под церкви ведёт подземный ход если не до Москвы, то уж точно за несколько километров в лес, причём — проходя под рекой. Слухи не были ничем подтверждены, но так и не опровергнуты до конца. Безусловно одно — один из рабочих залез в один из проходов, начинающихся в склепе, и вышел примерно за 150 метров в ближайшей роще. Этот факт подтверждён многими жителями села.